# Robert Picard
Robert René Joseph Picard (* 25. Mai 1957 in Montréal, Québec) ist ein ehemaliger kanadischer Eishockeyspieler, der im Verlauf seiner aktiven Karriere zwischen 1973 und 1990 unter anderem 935 Spiele für die Washington Capitals, Toronto Maple Leafs, Canadiens de Montréal, Winnipeg Jets, Nordiques de Québec und Detroit Red Wings in der National Hockey League auf der Position des Verteidigers bestritten hat. Seinen größten Karriereerfolg feierte Picard, der zweimal am NHL All-Star Game teilnahm, im Trikot der kanadischen Nationalmannschaft mit dem Gewinn der Bronzemedaille bei der Weltmeisterschaft 1978.

## Karriere
Robert Picard begann seine Karriere als Eishockeyspieler in seiner Heimatstadt, in der er von 1973 bis 1977 je zwei Jahre lang für Bleu-Blanc-Rouge de Montréal und dessen Nachfolgeteam Junior de Montréal in der kanadischen Juniorenliga Ligue de hockey junior majeur du Québec aktiv war. Anschließend wurde er im NHL Amateur Draft 1977 in der ersten Runde als insgesamt dritter Spieler von den Washington Capitals ausgewählt. Im gleichen Jahr wurde er zudem im WHA Amateur Draft 1977 von den Nordiques de Québec ausgewählt, entschied sich schließlich jedoch für das Angebot der Washington Capitals. Nachdem der Verteidiger drei Jahre lang für das Team aus der Hauptstadt in der National Hockey League gespielt hatte, wurde er zur Saison 1980/81 an die Toronto Maple Leafs abgegeben. Die Kanadier verließ er jedoch bereits am 10. März 1981 wieder, um für die Canadiens de Montréal aufzulaufen. Im Tausch für den Linksschütze wechselte Michel Larocque nach Toronto.
Es folgten je zwei Jahre bei den Canadiens de Montréal und den Winnipeg Jets, ehe Picard am 27. November 1985 im Tausch gegen Mario Marois zu den Nordiques de Québec transferiert wurde. Diese waren in der Zwischenzeit nach der Auflösung der World Hockey Association ebenfalls in die NHL gewechselt. Seine Karriere beendete der Kanadier im Alter von 33 Jahren im Anschluss an die Saison 1989/90, nachdem er zuvor am 4. Dezember 1989 zusammen mit Greg Adams im Tausch für Tony McKegney an die Detroit Red Wings abgegeben worden war. Anlässlich des Heroes of Hockey Game, welches im Rahmen des NHL All-Star Games stattfand, schnürte er 2001 noch einmal die Schlittschuhe.

### International
Für Kanada nahm Picard an den Weltmeisterschaften 1978 und 1979 teil.

## Erfolge und Auszeichnungen
| - 1975 LHJMQ Second All-Star Team - 1976 LHJMQ West First All-Star Team - 1977 LHJMQ Fist All-Star Team - 1977 Trophée Émile Bouchard | - 1980 Teilnahme am NHL All-Star Game - 1981 Teilnahme am NHL All-Star Game - 2001 Teilnahme am Heroes of Hockey Game |

### International
- 1978 Bronzemedaille bei der Weltmeisterschaft

## Karrierestatistik
Stand: Ende der Saison 2017/18

### International
| Vertrat Kanada bei: - Weltmeisterschaft 1977 - Weltmeisterschaft 1978 | Vertrat die National Hockey League bei: - Challenge Cup 1979 |

(Legende zur Spielerstatistik: Sp oder GP = absolvierte Spiele; T oder G = erzielte Tore; V oder A = erzielte Assists; Pkt oder Pts = erzielte Scorerpunkte; SM oder PIM = erhaltene Strafminuten; +/− = Plus/Minus-Bilanz; PP = erzielte Überzahltore; SH = erzielte Unterzahltore; GW = erzielte Siegtore; 1 Play-downs/Relegation; Kursiv: Statistik nicht vollständig)